# トレードシークレット
トレードシークレット（英語: trade secret）とは、経営学用語のひとつで、企業が経営を行ううえで機密としている情報のこと。例えば、顧客情報や未公開の新製品情報や技術など、存在することで企業に利益をもたらす秘密情報であり、流出したならばそのことで企業の損害となるような秘密情報のことである。日本ではたいてい企業秘密と言う。
世界大百科事典第2版では「技術秘密および営業秘密がこれにあたる」とされ、つまり企業秘密には技術秘密（ぎじゅつひみつ）と営業秘密（えいぎょうひみつ）がある。

## 各法規との関係
不正競争防止法では営業秘密と呼んでおり、その構成要件として有用性、秘密管理性、非公知性の3点を挙げている。
トレードシークレットを不正に入手したり、不正に漏洩や開示をした場合には、これは不正競争防止法違反ということになり、不正入手や不正開示を行われた企業側は差し止めや損害賠償請求を求めることができる。